# Casino Evangelisti Guidi

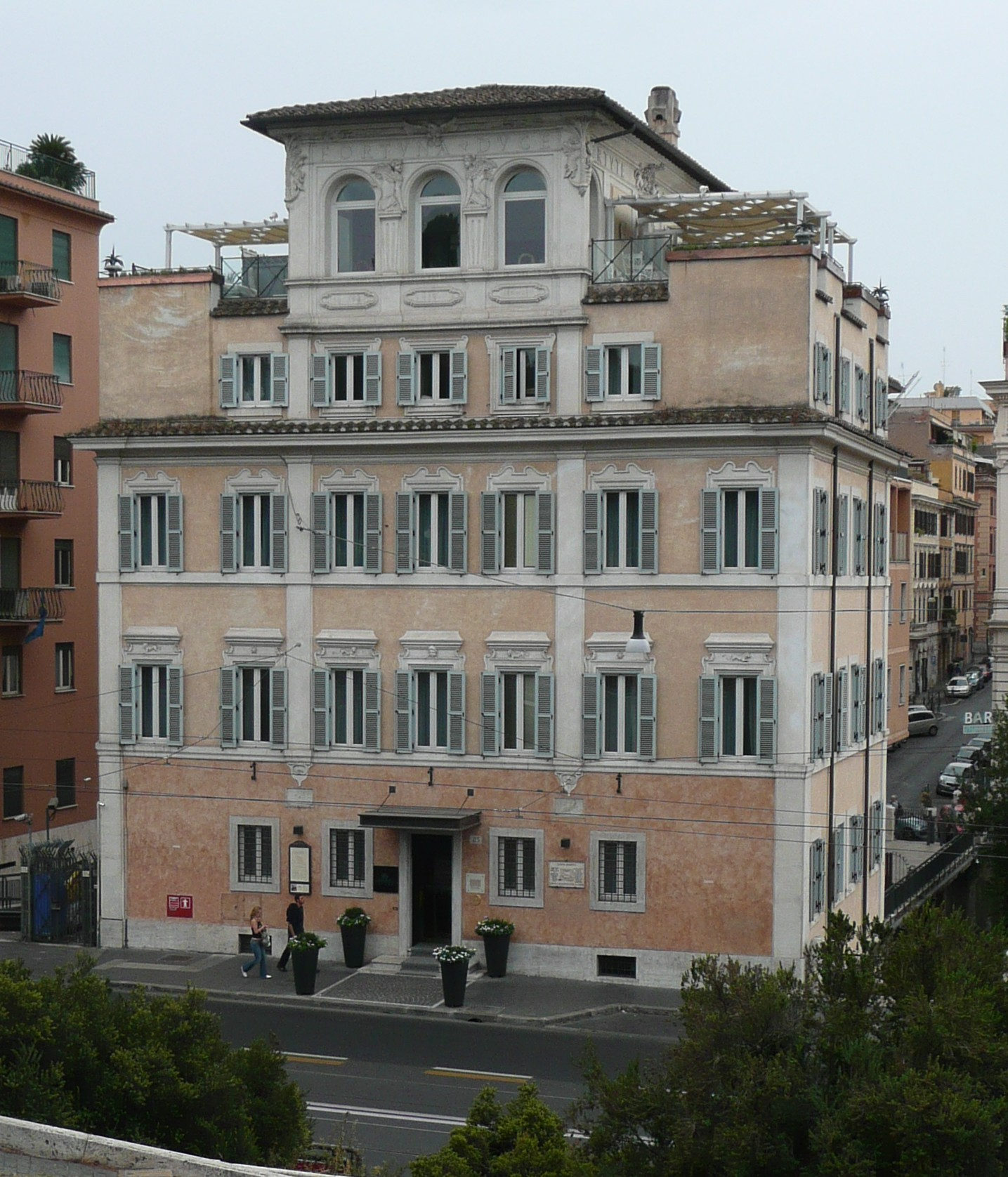
Vista do palácio.

Casino Evangelisti Guidi é um palacete localizado no número 125 da Via Labicana, no rione Monti de Roma.

## História
O Casino, construído por Giovanni Battista Mola (1585-1665) no século XVII para a família Evangelisti, foi depois vendido (ou doado) para a "Venerável Arquiconfraternidade da Santissima Trinità dei Pellegrini e dei Convalescenti", como mencionam duas placas na fachada. No século seguinte, o edifício foi completamente reestruturado, provavelmente quando foi adquirido como cabana de caça pela família Guidi. No Mapa de Nolli (1748), a área é chamada de Giardino Guidi. Em 2002, o conde Goffredo Manfredi transformou o edifício em um hotel de luxo chamado Hotel Gladiatori Palazzo Manfredi, uma referência ao fato de o edifício estar localizado sobre os restos do Ludus Magnus, o principal dos vários quarteis dos gladiadores de Roma, depois rebatizado apenas como Hotel Palazzo Manfredi.

## Descrição
O edifício se apresenta com uma fachada elegante em dois pisos repartida verticalmente por lesenas e janelas com molduras trabalhadas e decoradas com estrelas, leões e mascarões. Sua característica principal é o grande belvedere de quatro lados (as laterais são modernas, da década de 1950) com três arcadas ornada com ricos estuques nos ângulos e duas cariátides no sustentando o arco central. No ático do belverdere está a inscrição "FORTUNA DUCE" ("sorte como guia") na frente e "VIRTUTE COMITE" ("Virtude como companheira") dos lados, parafraseando um famoso trecho de Cícero: "Comite fortuna, virtute duce".